# Linia kolejowa Września Wąskotorowa – Arcugowo
Linia kolejowa Września Wąskotorowa – Arcugowo – zlikwidowana, jednotorowa, towarowa linia kolejowa o rozstawie szyn 750 mm i długości 21,353 km łącząca wąskotorową stację we Wrześni z Arcugowem.

## Historia
Część linii powstało pod koniec wieku XIX. W roku 1893 władze powiatu witkowskiego odkupiły od cukrowni linię kolejową i udostępniły ją publicznie. Rok później powstała Witkowska Kolej Powiatowa, która szybko rozpoczęła rozbudowę tras kolejowych, m.in. odcinek Arcugowo – Mierzewo. W roku następnym przebudowano odcinek Mierzewo – Kleparz, a w 1898 Kolej Witkowska połączyła się z Wrzesińską, dając połączenie Arcugowa z Wrześnią.
W latach 1975–1976 rozebrano odcinek linii od kilometra 1,100 do kilometra 3,550 w Sokołowie, co zdegradowało dalszy odcinek do roli bocznicy. Używano jej najczęściej w czasie trwania kampanii buraczanej. Od kwietnia do lipca 1983 roku rozebrano tor od Sokołowa do kilometra 11,008, znajdującego się pomiędzy ładowniami Grzybowo i Wódki. W planach cukrownia miała zbudować nową bocznicę do placu składowego buraków, do czego jednak nie doszło. Wobec takiej sytuacji tor rozebrano dalej do Mierzewa. Odcinek Mierzewo – Arcugowo eksploatowano wyłącznie w okresie kampanii buraczanych do grudnia 1986 roku, gdyż od roku 1987 cukrowania zaprzestała wykorzystywania transportu kolejowego. Ten odcinek zamknięto 1 stycznia 1989 roku, a rozebrano rok później.

### Ślady po linii
Resztki przejazdu kolejowo-drogowego w Mikołajewicach
Dawna ładownia i przystanek osobowy na nieistniejącej linii Września Wąskotorowa – Arcugowo. Długość użyteczna ładowni wynosiła 102 m.
Resztki przejazdu kolejowo-drogowego w Malczewie
Dawna ładownia i przystanek osobowy na nieistniejącej linii Września Wąskotorowa – Arcugowo.
Wiadukt nad torami kolei wąskotorowej w Malczewie
Dawny wiadukt nad torami linii Września Wąskotorowa – Arcugowo – Niechanowo. Mostem przebiega droga Czerniejewo – Witkowo oraz dochodzące do niej lokalne drogi z Niechanowa i Jarząbkowa oraz Drachowa.
Resztki przejazdu kolejowo-drogowego w Mierzewie
Przejazd znajduje się w ciągu drogi Mierzewo – Jarząbkowo w pobliżu przystanku PKS.
Dawny dworzec kolejowy w Mierzewie
Pozostałości stacji kolejowej w Mierzewie. Niegdyś ze stacji odchodziła bocznica do Stanisławowa. Ruch na tej stacji zawieszono w 1973 roku.
Resztki przejazdu kolejowo-drogowego za Mierzewem
Przy drodze z Mierzewa do Grzybowa na zakręcie przed miejscowością Wódki odnaleźć można resztki przejazdu kolejowo-drogowego.
Resztki przejazdu kolejowo-drogowego w Grzybowie
W miejscowości Grzybowo od strony Mierzewa można zauważyć kolejne pozostałości po dawnym przejeździe kolejowo-drogowym. Przejazd jest bardzo wyraźny, dlatego nie ma problemów z jego odnalezieniem. Trasą tą przebiegała linia Września Wąskotorowa – Arcugowo.